# 村山大値
村山 大値（むらやま だいち、1964年3月20日 - ）は、プロレスのレフェリーである。東京都世田谷区出身。女子プロレス界では、Tommyと評価を二分する名レフェリーである。リングアナ紹介のあとは「ダイチー！」と掛け声をかけるのが定番である。

## 経歴
1988年4月22日に全日本女子プロレスでデビュー。選手の巡業バスを運転しながら、WWWA世界シングル・オールパシフィックなどの主要タイトルマッチを裁く。
その後アルシオンの専属レフェリーになり、退団後はZERO-ONEに所属、その後2005年1月1日付けで全日本プロレス所属となった。全日では菊タローとの絡みで会場に笑いを誘う一方、タイトル戦では持ち前のレフェリング技術をいかんなく発揮している。
2011年に和田京平の全日本離脱後はメインレフェリーとして活躍したが、2013年6月30日の両国国技館大会を最後に全日本プロレスを離脱。武藤敬司が新たに立ち上げた団体「WRESTLE-1」に参加する。
2016年10月2日、「50歳を過ぎて最後のキャリアを女子プロレスで終わりたい」として、女子プロレス団体のスターダムに移籍。
2017年5月4日、WRESTLE-1後楽園ホール大会で木村花vs刀羅ナツコが組まれたことを受け、久々に古巣であるWRESTLE-1のリングに上がった。

## その他
- 和田京平のレフェリングに私淑している。
- 菊タローと荒谷望誉の試合を裁くと攻防に巻き込まれることがあり、平手打ちや高速カウントで制裁することがあるが、リング外では仲が良い。
- 身長180cmと大きめのレフェリーだが、体型はかなりシャープである（公式プロフィールは身長181cm・体重66kg）。
- メインレフェリーの和田京平の失神により、小島聡対TARUの三冠ヘビー級選手権試合のレフェリーを務めたことがある。その後、グレート・ムタ対高山善廣の三冠ヘビー級選手権試合で最初から最後まで試合を裁き切った。